# Freeware
A nu se confunda cu Software liber (Free Software) sau cu Software cu sursă deschisă (Open-source Software).

Freeware sunt acele programe pentru computer care au drepturi de autor înregistrate și sunt accesibile pentru a fi utilizate gratuit, pentru o perioadă nelimitată de timp, spre deosebire de shareware – în cazul căruia utilizatorul este solicitat să plătească (după perioada de testare).
Unicul criteriu pe care trebuie să-l posede un program pentru a fi clasificat ca „freeware” este accesibilitatea gratuită pentru o perioadă nelimitată de timp. Licența programelor poate stabili una sau mai multe restricții de utilizare: personală, ne-comercială, academică, comerciala sau alte combinații dintre ele. De exemplu, licența poate fi „gratuită pentru utilizare personală, ne-comercială”. Unele programe pot fi considerate freeware, dar au o limită de distribuire, adică ele pot fi descărcate (download-ate) de pe un anumit site, dar nu pot fi redistribuite. 
Programatorii care creează programele freeware doresc adesea să „ofere ceva comunității”, în același timp să fie recunoscuți ca autorii lor și să dețină controlul asupra evoluției acestora. De cele mai multe ori, atunci când programatorii decid să stopeze dezvoltarea unui produs freeware, ei vor transmite codul sursă altui programator sau îl vor face public.
Freeware se diferențiază de Free Software (Software Liber) prin sensul cuvântului „free”. Freeware înseamnă gratis, iar Free Software – libertate pentru studiere, modificare, copiere, redistribuire și utilizare în orice scop, nu neapărat gratuit. Oricum, multe programe pot fi în același timp și freeware și free software. 

## Criterii
Software-ul clasificat ca freeware este licențiat gratuit și este: 
- fie complet funcțional pentru o perioadă nelimitată,
- fie are numai funcțiile de bază permise cu o versiune complet funcțională shareware disponibilă în comerț.

Spre deosebire de software-ul liber, autorul de obicei limitează unul sau mai multe drepturi de utilizator, inclusiv drepturile de a copia, distribui, modifica, a realiza lucrări derivate din software-ul sau a extrage codul sursă. 
Licența poate impune restricții suplimentare privind tipul de utilizare, inclusiv pentru folosirea personală /individuală, utilizarea non-profit, utilizarea non-comercial, utilizarea academică, utilizarea în scopuri educaționale, utilizarea în organizații de caritate sau umanitare, utilizarea non-militare, folosirea de către autoritățile publice sau diverse alte combinații de aceste tip de restricții. De exemplu, licența poate fi "gratuită pentru uz privat, non-comercial". Licența software poate impune, de asemenea, diverse alte restricții, cum ar fi utilizarea limitată într-o rețea, utilizarea restrânsă pe un server, utilizare restrânsă într-o combinație cu anumite tipuri de produse software sau cu anumite dispozitive hardware, etc. 
Membrii fundației Free Software Foundation (FSF) cred că "libertatea de a folosi" implică faptul că utilizatorul final poate studia liber, modifica și distribui software-ul cu restricții minime. Freeware este, de asemenea, diferit de shareware: aceasta din urmă obligă utilizatorul să plătească după o perioadă de probă sau pentru a obține funcții suplimentare.

## Istoric
Termenul freeware a fost introdus de Andrew Fluegelman în 1982, atunci când a vrut să vândă un program propriu numit PC-Talk pe care nu dorea să-l distribuie prin metodele tradiționale ce erau costisitoare. Inițial el avea drepturi de autor asupra termenului „freeware”, dar mai târziu au fost abandonate. De fapt, Fluegelman a distribuit programul PC-Talk printr-un proces actual numit shareware.